# 히어로즈 오브 마이트 앤 매직 III
《히어로즈 오브 마이트 앤 매직 III》(Heroes of Might and Magic III: The Restoration of Erathia)는 뉴 월드 컴퓨팅을 통해 Jon Van Caneghem이 개발한 턴제 전략 게임의 하나로, 원래 1999년에 3DO에 의해 마이크로소프트 윈도우용으로 출시되었다. 여러 컴퓨터와 콘솔 시스템에 대한 포팅은 1999~2000년에 잇따랐다. 히어로즈 오브 마이트 앤 매직 시리즈 중 3번째 게임이다. 이 게임의 스토리는 처음에 마이트 앤 매직 6를 통해 참조되었으며 Might and Magic VII: For Blood and Honor의 프리퀄 역할을 한다. 플레이어는 각기 다른 7개의 캠페인을 통해 스토리텔링을 즐기거나 컴퓨터나 인간에 대항하는 시나리오로 즐길 수 있다.

## 출시
이 게임은 원래 PC 윈도우용으로 1999년 2월 28일 출시되었다. 같은 해 애플 매킨토시 포트는 3DO에 의해 출시되었으며, 또 같은 해에 리눅스 포트는 로키 소프트웨어에 의해 출시되었다. 2000년에 게임보이 컬러 포트가 "Heroes of Might and Magic 2"라는 이름으로 출시되었으며 드림캐스트 포트는 취소되었다.

## 평가
| 평가 |           |
| --- | --------- |
| 통합 점수 통합사 점수 게임랭킹스 87% [ 3 ] 평론 점수 평론사 점수 게임스팟 9.1 / 10. [ 4 ] IGN 9.0 / 10 [ 5 ] en:Computer Games Magazine 5 / 5 |           |
| 통합 점수 |           |
| 통합사 | 점수      |
| 게임랭킹스 | 87%       |
| 평론 점수 |           |
| 평론사 | 점수      |
| 게임스팟 | 9.1 / 10. |
| IGN | 9.0 / 10  |
| en:Computer Games Magazine | 5 / 5     |